# Корона (1 сезон)

Перший сезон серіалу «Корони» розповідає про життя та правління королеви Єлизавети II . Він складається з десяти епізодів і був випущений на Netflix 4 листопада 2016 року.
Клер Фой у ролі Єлизавети, також головні актори — Метт Сміт, Ванесса Кірбі, Ейлін Аткінс, Джеремі Нортем, Вікторія Гамільтон, Бен Майлз, Грег Вайз, Джаред Гарріс, Джон Літгоу, Алекс Дженнінгс і Лія Вільямс .

## Сюжет
«Корона» простежує життя королеви Єлизавети II, починаючи від її весілля в 1947 році, і до наших днів.
У першому сезоні, в якому Клер Фой зображує королеву на початку її правління, показані події до 1955 року, включаючи смерть короля Георга VI, вступ Єлизавети на престол, відставку Вінстона Черчилля як прем'єр-міністра, а також ситуацію сестри королеви принцеса Маргарет, яка вирішила не виходити заміж за Пітера Таунсенда.

## Актори

### Головні
- Клер Фой — принцеса Єлизавета, а пізніше королева Єлизавета II[3]
- Метт Сміт — Філіп Маунтбеттен, герцог Единбурзький, чоловік Єлизавети[3]
- Ванесса Кірбі — принцеса Маргарет, молодша сестра Єлизавети[3]
- Ейлін Аткінс — королева Марія, бабуся Єлизавети і правнучка короля Георга III
- Джеремі Нортем — Ентоні Іден, віце-прем'єр-міністр і міністр закордонних справ Черчилля, який змінив його на посаді прем'єр-міністра
- Вікторія Гамільтон — королева Єлизавета, дружина короля Георга VI і мати Єлизавети II, відома як королева Єлизавета. Королева-мати під час правління дочки[3]
- Бен Майлз — капітан групи Пітер Таунсенд, конний Георга VI, який сподівається одружитися на принцесі Маргарет[5]
- Грег Вайз — Луїс Маунтбаттен, 1-й граф Маунтбаттен Бірмський, амбітний дядько Філіпа та правнук королеви Вікторії
- Джаред Харріс — король Георг VI, батько Єлизавети, відомий у своїй сім'ї як Берті[3]
- Джон Літгоу — Вінстон Черчилль, перший прем'єр-міністр королеви[3]
- Алекс Дженнінгс — герцог Віндзорський, колишній король Едуард VIII, який зрікся престолу на користь свого молодшого брата Берті, щоб одружитися на Волліс Сімпсон; відомий своїй родині як Девід[6]
- Лія Вільямс — Волліс, герцогиня Віндзорська, американська дружина Едварда[6]

#### Рекомендовані
У перших титрах одного з епізодів згадується наступний актор:
- Стівен Діллейн у ролі Грема Сазерленда, відомого художника, який малює портрет старіючого Черчилля

## Список серій
| №  | № (в сезоні) | Назва                                      | Режисер          | Сценарій     | Дата прем'єри    |
| -- | ------------ | ------------------------------------------ | ---------------- | ------------ | ---------------- |
| 1  | 1            | «Wolferton Splash» «Волфертонський ставок» | Стівен Долдрі    | Пітер Морган | 4 листопада 2016 |
| 2  | 2            | «Hyde Park Corner» «На розі Гайд-парку»    | Стівен Долдрі    | Пітер Морган | 4 листопада 2016 |
| 3  | 3            | «Windsor» «Віндзор»                        | Філіп Мартін     | Пітер Морган | 4 листопада 2016 |
| 4  | 4            | «Act of God» «Десниця Божа»                | Джуліан Джарролд | Пітер Морган | 4 листопада 2016 |
| 5  | 5            | «Smoke and Mirrors» «Дим в очі»            | Філіп Мартін     | Пітер Морган | 4 листопада 2016 |
| 6  | 6            | «Gelignite» «Вибуховий скандал»            | Джуліан Джарролд | Пітер Морган | 4 листопада 2016 |
| 7  | 7            | «Scientia Potentia Est» «Знання - це сила» | Бенджамін Карон  | Пітер Морган | 4 листопада 2016 |
| 8  | 8            | «Pride & Joy» «Гордість і радість»         | Філіп Мартін     | Пітер Морган | 4 листопада 2016 |
| 9  | 9            | «Assassins» «Убивці»                       | Бенджамін Карон  | Пітер Морган | 4 листопада 2016 |
| 10 | 10           | «Gloriana» «Ґлоріана»                      | Філіп Мартін     | Пітер Морган | 4 листопада 2016 |

## Прем'єра
Перші два епізоди серіалу вийшли на екрани у Великій Британії 1 листопада 2016 року . Перший сезон повністю вийшов на Netflix у всьому світі 4 листопада 2016 року. Перший сезон був випущений на DVD та Blu-ray у Великій Британії 16 жовтня 2017 року та в усьому світі 7 листопада 2017 року.